# Anthony Pesela
Anthony Pesela (9 giugno 2002) è un velocista botswano, vincitore di una medaglia d'argento alle Olimpiadi di Parigi del 2024 nella staffetta 4x400 metri.

## Progressione

### 200 metri piani
| Stagione | Misura | Luogo       | Data      | Rank. Mond. |
| -------- | ------ | ----------- | --------- | ----------- |
| 2024     | 20"59  | Gaborone    | 19-5-2024 |             |
| 2023     | 20"59  | Gaborone    | 25-3-2023 |             |
| 2022     | 20"28  | Francistown | 15-5-2022 |             |
| 2021     | 21"05  | Gaborone    | 15-5-2021 |             |
| 2020     | 21"40  | Gaborone    | 14-3-2020 |             |

### 400 metri piani
| Stagione | Misura | Luogo         | Data       | Rank. Mond. |
| -------- | ------ | ------------- | ---------- | ----------- |
| 2024     | 45"78  | Potchefstroom | 10-4-2024  |             |
| 2023     | 45"77  | Gaborone      | 26-5-2023  |             |
| 2022     | 45"62  | Gaborone      | 30-4-2022  |             |
| 2021     | 44"58  | Nairobi       | 21-8-2021  |             |
| 2020     | 47"24  | Francistown   | 15-2-2020  |             |
| 2019     | 47"71  | Gaborone      | 15-12-2019 |             |

## Palmarès
| Anno | Manifestazione          | Sede         | Evento        | Risultato  | Prestazione | Note                                             |
| ---- | ----------------------- | ------------ | ------------- | ---------- | ----------- | ------------------------------------------------ |
| 2021 | Mondiali U20            | Nairobi      | 400 m piani   | Oro        | 44"58       | Record dei campionati                            |
| 2021 | Mondiali U20            | Nairobi      | 4x400 m       | Oro        | 3'05"22     | Miglior prestazione mondiale stagionale under 20 |
| 2022 | Campionati africani     | Saint-Pierre | 200 m piani   | Semifinale | 21"01       |                                                  |
| 2022 | Campionati africani     | Saint-Pierre | 4x400 m       | Oro        | 3'04"27     |                                                  |
| 2022 | Mondiali                | Eugene       | 400 m piani   | Batteria   | 47"36       |                                                  |
| 2022 | Giochi del Commonwealth | Birmingham   | 400 m piani   | Semifinale | 47"63       |                                                  |
| 2022 | Giochi del Commonwealth | Birmingham   | 4x400 m       | Argento    | 3'01"85     | Record dei campionati                            |
| 2024 | World Relays            | Nassau       | 4x400 m mista | Batteria   | 3'18"84     | [ 1 ]                                            |
| 2024 | Giochi olimpici         | Parigi       | 4×400 m       | Argento    | 2'54"53     | Record africano                                  |

## Campionati nazionali
- 3 volte campione nazionale botswano dei 200 metri piani (2022, 2023, 2024)
- 1 volta campione nazionale botswano dei 400 metri piani (2023)

2022
- Oro ai campionati botswani (Francistown), 200 metri piani - 20"28

2023
- Oro ai campionati botswani (Gaborone), 200 metri piani - 20"60
- Oro ai campionati botswani (Gaborone), 400 metri piani - 45"77

2024
- Oro ai campionati botswani (Gaborone), 200 metri piani - 20"59
- 5º ai campionati botswani (Gaborone), 400 metri piani - 45"97